# Ediciones Rialp
Ediciones Rialp S.A. es una editorial española de ámbito general, que difunde, a través de sus publicaciones de contenido general e intelectual —poesía, cine, historia, pensamiento, familia y educación, infantil,...— con una línea de libros de contenido religioso.

## Historia
Ediciones Rialp nació en Madrid, el 9 de enero de 1947 a través de un grupo de profesores universitarios, miembros del Opus Dei. El fundador de esta institución, Josemaría Escrivá, había impulsado la creación de la editorial con el propósito de difundir una visión cristiana del ser humano.
Rialp era heredera de Ediciones Minerva, —nacida en 1944 de la mano de María Jiménez Salas, investigadora del CSIC—. Minerva únicamente publicó tres libros, dos de los cuales estaban escritos por Josemaría Escrivá: Camino y Santo Rosario. El nacimiento de Ediciones Rialp se produjo en un momento delicado para las empresas culturales e intelectuales españolas. Empresas como Editorial Aldecoa, Noguer Ediciones, Aguilar, Afrodisio Aguado, Ariel, Josep Janés Olivé, Gredos y Lumen, tuvieron por entonces muchos problemas para mantener el negocio.
Inició su andadura con varias colecciones —Adonáis, de poesía, con su premio poético anual; Biblioteca del Pensamiento Actual, que obtendrá varios premios nacionales de literatura; Patmos y Neblí, dos colecciones de espiritualidad contemporánea y clásica, y los primeros libros de Josemaría Escrivá—. Este autor alentó Rialp desde sus primeros pasos y confió a ella la edición de sus obras. Además, mediante un convenio con el Istituto Storico san Josemaría Escrivá, Rialp edita la obra crítica completa de san Josemaría, y diversos libros sobre el Opus Dei, fundado por él, sin que por ello exista vinculación alguna entre ambas instituciones, al margen de los contratos de edición, habituales en el sector.
Rialp publicó desde el inicio tanto autores españoles como extranjeros, representativos de la cultura europea en el mundo político y social, y también en el ámbito espiritual, teológico y religioso. En este sentido, es pionera. Desde entonces, y a pesar de sus sucesivas crisis, ha mantenido su independencia y su carácter propio, como editorial de referencia también en el mercado hispanoamericano.
El primer director de Rialp fue Florentino Pérez-Embid, quien ocupó el cargo hasta su fallecimiento en 1974, con un paréntesis de seis años en el que desempeñó un puesto oficial en el régimen de Franco. Los primeros libros que publicó Rialp fueron una edición de Cuentos de lo grotesco y lo arabesco, de Edgar Allan Poe, y Cuando los ángeles hablaban con los hombres, un auto de Navidad escrito por los hermanos Jorge y José de la Cueva Orejuela, amigos de Pérez-Embid.
El nombre de la editorial alude a un episodio clave de la vida de Escrivá de Balaguer, sucedido en la localidad de Pallerols, durante la guerra civil española, y conocido como la rosa de Rialp.

## Colección Adonáis de Poesía
En el mismo año de la fundación de Ediciones Rialp aparecieron, en la propia editorial, los primeros libros de la colección Adonáis, —una colección de poesía que había comprado Florentino Pérez-Embid a la editorial Hispánica. Esta editorial organizaba (desde 1943) el Premio Adonáis, —un importante certamen convocado anualmente para poetas jóvenes de lengua castellana—. Rialp reanudó el premio, que desde entonces, continúa convocándose anualmente. El ganador de ese año 1947 fue el poeta José Hierro con su poemario Alegría.
La colección ha sido dirigida por: el intelectual y poeta José Luis Cano (1947-1954), el poeta y editor de Ediciones Aguilar, Luis Jiménez Martos (1954-2003), y finalmente el poeta sevillano y catedrático de enseñanza secundaria Carmelo Guillén Acosta (desde 2003).

## Biblioteca del Pensamiento Actual
Pronto la Biblioteca del Pensamiento Actual se convirtió en la columna vertebral de Ediciones Rialp, donde publican sus ensayos muchos intelectuales españoles y extranjeros. Obras como El carro de las estrellas (ensayo), es una muestra de sus publicaciones.

## La obra de Escrivá de Balaguer
Junto a estas colecciones, se publicó la tercera edición de Camino, del fundador del Opus Dei, Josemaría Escrivá, y desde entonces, Rialp se ha ocupado de publicar sus obras completas. 
Posteriormente, aparecen nuevas colecciones –Historia, Patmos libros de espiritualidad, Filosofía, Cine- y la Gran Enciclopedia Rialp, un ambicioso proyecto de difusión cultural que vio la luz en 1971 y conoció sucesivas actualizaciones hasta 1991, fecha de su sexta y última edición. Aunque concebida también como un compendio alfabético en veinticinco volúmenes, se diferencia de otras obras similares por la reducción del número de entradas, resultado de una cuidadosa selección; ello permite cubrir temas generales con artículos de amplio desarrollo, frente a la habitual atomización de las enciclopedias clásicas. En su acercamiento a cuestiones humanistas, los textos revelan la orientación católica de sus autores, a menudo docentes universitarios expertos en la materia tratada. Rialp cuenta asimismo con un catálogo de más de mil títulos, algunos de ellos con numerosas reediciones. 